# Alluvione di Genova del 4 novembre 2011
L'alluvione di Genova del 4 novembre 2011 si è verificata a seguito di fortissime precipitazioni (portate dal Ciclone Mediterraneo Rolf) che hanno registrato punte superiori ai 500 mm in poche ore in diverse zone di Genova e provincia. Ne è scaturita l'esondazione dei torrenti Bisagno e Fereggiano e la piena dei torrenti Sturla, Scrivia e Entella. Le ultime precedenti gravi alluvioni del genovese sono quelle del 7-8 ottobre 1970, quando morirono 44 persone nelle stesse zone colpite nel 2011 per la caduta di quasi 900 mm d'acqua in poco più di 24 ore. Lo stato di Allerta 2 si è prolungato per diversi giorni in tutta la Liguria, eccetto il Tigullio e la provincia della Spezia che erano in stato di Allerta 1.
I luoghi più colpiti sono stati i quartieri genovesi di Quezzi, Foce, Molassana, San Fruttuoso, Marassi, Brignole, Quarto e Nervi e i comuni di Recco e Camogli. Durante l'alluvione hanno perso la vita 6 persone, di cui due bambine di uno e otto anni. L'alluvione è seguita a breve distanza a quella verificatasi il 25 ottobre 2011 nell'area delle Cinque Terre e della Lunigiana che ha provocato 12 vittime e 1 disperso.

## Eventi
Le piogge eccezionali, già previste da qualche giorno, iniziarono la sera del 3 novembre per poi continuare tutta la notte, tanto che a metà mattinata del giorno dopo il livello dell'acqua del Bisagno giunse a toccare il livello di guardia, con la conseguente evacuazione dei piani bassi in diversi edifici, come scuole e negozi. Verso le 13:00 del 4 novembre erano già caduti circa 300 mm d'acqua, concentrati in particolare sull'alto bacino del torrente Fereggiano, affluente di sinistra del Bisagno, il cui livello era passato da 1 a 4 metri di altezza.
Fu nel primo pomeriggio, nel quartiere di Marassi e sotto la pioggia incessante, che si verificarono i danni maggiori: sul torrente Fereggiano, a seguito delle incessanti piogge che in quel momento raggiunsero un cumulativo di 500 mm, arrivò improvviso e devastante un picco di piena eccezionale che, impossibile da contenere nel suo letto in quanto per gran parte urbanizzato e coperto, superò abbondantemente argini e spallette e dilagò nel tratto coperto di Via Fereggiano, trasformando la strada in un vero e proprio fiume in piena alto oltre un metro, che spazzò via decine e decine di automobili e motorini, allagando androni e negozi e causando sei vittime.
Da qui l'onda devastante giunse poi in corso Sardegna dove nello stesso modo travolse altre decine di automobili sino alla confluenza con il Bisagno, che nel frattempo, intorno alle 13:50, esondò in sponda destra presso Borgo Incrociati, nel punto precedente il suo tratto di corso coperto di Viale Brigata Bisagno. Da qui vennero allagate diverse zone della città, oltre la stessa Borgo Incrociati anche, in particolare, buona parte della zona di Brignole, dove l'acqua sommerse anche un lungo tratto iniziale di Via XX Settembre, travolgendo auto e cassonetti nonché allagando androni dei palazzi e sottopassaggi. Nel frattempo le acque del Bisagno tracimarono anche in sponda sinistra allagando la zona orientale e la bassa Val Bisagno nella zona di piazzale Adriatico dove vennero sommerse ampie zone residenziali, con punte anche di 2 metri di altezza. A Molassana in Località Olmo (via E. Bernardini) l'acqua alle ore 13:40 raggiunse una quota, di 2,40 metri rispetto al piano stradale.
A causa del nubifragio venne chiuso il tratto Genova-Sestri Levante dell'autostrada A12, tra l'allacciamento con l'A7 e Genova Nervi, in direzione di Livorno, e in direzione opposta tra Genova Est e Genova Nervi. Vennero bloccati anche i traffici aerei e ferroviari; a causa di una frana avvenuta fra le stazioni di Rossiglione e di Campo Ligure venne chiusa anche la ferrovia Ovada-Genova. Vi furono problemi alla viabilità nel Golfo Paradiso sulle strade collinari di Sori, Recco e Camogli, lungo la provinciale Recco–Camogli in largo Felicina Casabona, in località Migliaro al confine tra i due comuni e sulla via Aurelia a Mulinetti. Sono risultate allagate Camogli, molti quartieri di Recco e un tratto dell'A12 tra Recco e Rapallo con lo svincolo di Recco principale interessato. Sempre a Recco, dove sono caduti 40 mm d'acqua in 4 ore, in seguito alla piena dell'omonimo torrente, è stato evacuato un asilo. Si è dovuto intervenire a Moconesi sulla 225, strada transitabile a senso unico alternato per la caduta di alcuni sassi. Anche la provinciale tra Recco e Camogli risultava essere allagata e l'A12 era interrotta all'altezza del casello di Nervi.
Il 5 novembre si registrarono danni anche nel Tigullio, come a Cavi di Lavagna, dove uno stabilimento balneare riscontrò danni per mezzo milione di euro ed un secondo stabilimento subì danni al bar per duecentomila euro. Fra Chiavari e Lavagna il torrente Entella arrivò a toccare i limiti degli argini, senza però esondare. Fra Santa Margherita e Portofino, invece, la mareggiata danneggiò la "Costa dei Delfini" che divide le due città. A Camogli un fulmine si abbatté sul tetto di una casa provocando un incendio che venne poi domato dai vigili del fuoco, causando l'evacuazione degli abitanti dello stabile. Si verificò poi una serie di piccole frane e smottamenti a Uscio, Lumarzo e si registrarono casi di numerosi alberi caduti a San Lorenzo della Costa, a San Martino del Vento (San Colombano) e a Ognio (Neirone).
Nella notte tra il 5 e il 6 novembre in provincia di Savona si verificarono dei black out elettrici così come allagamenti di garage e scantinati. Una frana si staccò lungo la statale 226 fra il ponte Savignone e Casella (provincia di Genova) tagliando in due la Valle Scrivia. Lo smottamento provocò la rottura delle tubature del gas metano e Casella e Montoggio risultarono così essere senza gas. Per ripristinare la situazione ci vollero tra i quattro e i sei mesi.
La sera del 6 novembre una tromba d'aria colpì Alassio danneggiando locali e strutture site sulle passeggiate ed in piazza Italia e allagando scantinati in borgo Barusso. A Calice (provincia della Spezia), dopo continui cedimenti, nelle strade si spalancarono delle voragini. A Monesi (provincia di Imperia) tra il 6 e il 7 novembre caddero 300 mm di pioggia, mentre a Sanremo venne evacuato un palazzo di sei piani, abitato da 25 famiglie per un totale di 40 persone. Sul Ponte della Pace, che divide Chiavari da Lavagna, si notò poi la presenza una crepa che taglia in due l'asfalto fra due piloni, come se una delle campate si fosse spostata, forse a causa della piena dell'Entella dei giorni precedenti. Sul posto accorsero i vigili del Fuoco, che chiusero il ponte al traffico per poi riaprirlo nel primo pomeriggio. Si registrò poi un'altra frana a Savignone che provocò la chiusura della Strada Provinciale 10.

## Comuni coinvolti
Provincia di Genova:
- Genova
- Camogli
- Casella
- Chiavari
- Lavagna
- Lumarzo
- Montoggio
- Recco
- Santa Margherita Ligure
- Savignone
- Uscio

Provincia della Spezia:
- Calice al Cornoviglio

Provincia di Savona:
- Alassio

Provincia di Imperia:
- Monesi di Triora
- Sanremo

## Conseguenze
Le scuole in tutta la provincia di Genova rimasero chiuse dal 5, giorno dopo l'alluvione, fino al 9 novembre.
La partita Genoa-Inter dell'undicesima giornata del campionato di Serie A 2011-2012, inizialmente prevista per il 6 novembre, venne rinviata al 13 dicembre a causa del perdurare delle avverse condizioni meteo e dell'allagamento di alcuni settori dello stadio Luigi Ferraris, che si trova a Marassi, una delle zone più colpite.

## Vittime
Le vittime ufficiali sono 6, tutte decedute in via Fereggiano: una madre con le sue due figlie di 1 e 8 anni rifugiatesi in un portone, una diciannovenne rimasta schiacciata da una macchina, una donna e l'edicolante travolta con il suo chiosco all'incrocio tra Via Fereggiano, Corso De Stefanis e Corso Sardegna. Più di un migliaio di persone sono state sfollate da Genova e dai centri limitrofi. La procura della Repubblica di Genova aprì un fascicolo sulla morte delle sei persone e il sindaco del capoluogo Marta Vincenzi proclamò il lutto cittadino per il 7 novembre, giorno in cui venne celebrato il primo funerale, quello di Angela Chiaramonte, la donna che salvò il proprio figlio nell'androne del palazzo ove risiedeva in via Fereggiano prima di morire insieme alla vicina e alle bambine.

## Cause e aspetti controversi
Nonostante l'evidente eccezionalità delle piogge che provocarono l'alluvione, i loro effetti disastrosi aprirono molte questioni sull'assetto idrogeologico del territorio del Levante ligure, soprattutto in relazione alla cosiddetta "Messa in sicurezza dei rii della città di Genova" al momento ben lungi dall'essere completata. Oltre a ciò, l'esondazione dei torrenti venne scaturita anche dalla mancata realizzazione dello scolmatore del Fereggiano e pure il fatto che i torrenti genovesi hanno un percorso breve ed una scarsa portata, per cui, qualora il mare sia agitato l'acqua marina ostacola il flusso del fiume favorendone l'esondazione. In caso contrario, invece, il corso del fiume si riversa normalmente in mare. Per questo motivo, a partire dal giorno seguente l'alluvione il sindaco della città Marta Vincenzi venne duramente contestata da alcuni cittadini. Il giorno dopo, intervenendo a Domenica in e Pomeriggio Cinque, dichiarò:
Il 7 novembre il quotidiano genovese Il Secolo XIX pubblicò una notizia secondo la quale il comune avrebbe mandato alcune e-mail solo alle 15:35 del 4 novembre per raccomandare alle scuole di custodire gli alunni anche oltre il normale orario scolastico.